# Hans Hermann von Berlepsch

Hans Hermann von Berlepsch

Hans Hermann Freiherr von Berlepsch (* 30. März 1843 in Dresden; † 2. Juni 1926 in Seebach) war ein deutscher Verwaltungsjurist, Politiker und Sozialreformer im Königreich Preußen.

## Leben
Als jüngster Sohn von August Adolph Freiherr von Berlepsch studierte Hans Hermann von Berlepsch Rechtswissenschaft an der Georg-August-Universität Göttingen. 1862 wurde er Mitglied des Corps Saxonia Göttingen. Er wurde 1872 Landrat im Kreis Kattowitz. Vom 8. Mai 1877 bis zum 16. Juli 1880 war er Wirklicher Geheimer Rat und Staatsminister in Schwarzburg-Sondershausen. 1881 wurde er zum Regierungsvizepräsidenten im Regierungsbezirk Koblenz ernannt, 1884 wechselte er als Regierungspräsident zum Regierungsbezirk Düsseldorf. 1884 wurde er auch in den Preußischen Staatsrat berufen. Im Oktober 1889 wurde von Berlepsch zum Oberpräsidenten der Rheinprovinz ernannt; in dieser Funktion kam er als Verhandlungsführer während eines Bergarbeiterstreiks in engen Kontakt zu Vertretern der Arbeiterbewegung, die er mit Respekt behandelte. Am 31. Januar 1890 übernahm Berlepsch wegen seiner umfassenden Kenntnisse des Ost-West-Handels das preußische Ministerium für Handel und Gewerbe; in dieser Funktion unterstützte er Leo von Caprivis Handelspolitik.
Im Zuge der Hochindustrialisierung setzte er sich früh für Belange der Arbeiterschaft ein: So leitete er die Berliner Internationale Arbeiterschutzkonferenz im März 1890 und formulierte 1891 die später verabschiedete Novelle zur Gewerbeordnung. Von Berlepsch vertrat die Auffassung, dass man den Arbeitern die Möglichkeit zu einer eigenverantwortlichen Mitwirkung am staatlichen und gesellschaftlichen Leben ermöglichen solle, im Gegensatz zum „Fürsorgemodell“ des Sozialstaats bismarckscher Prägung. Dadurch sollte den radikalen und anarchistischen Strömungen die Grundlage entzogen werden. Im Juni 1896 trat er von seinem Ministeramt wegen des heftigen Widerstands gegen zu weit gehende sozialpolitische Reformen („Ära Stumm“) zurück, setzte sich aber weiter für die Arbeiterschaft ein. Von Berlepsch half die Internationale Vereinigung für gesetzlichen Arbeiterschutz zu gründen und wurde Vorsitzender der Gesellschaft für soziale Reform.

## Trivia
Nach v. Berlepsch wurde die 1880 von Diedrich Uhlhorn junior gezüchtete Apfelsorte Berlepsch benannt.

## Schriften
- Sozialpolitische Erfahrungen und Erinnerungen. Volksvereins-Verlag, Mönchengladbach 1925.
- Soziale Entwickelungen im ersten Jahrzehnt nach Aufhebung des Sozialistengesetzes. Vortrag auf dem 12. Evangelisch-sozialen Kongress am 30. Mai 1901 in Braunschweig. Vandenhoeck & Ruprecht, Göttingen 1901.
- Warum betreiben wir die soziale Reform? (= Schriften der Gesellschaft für Soziale Reform. 11). G. Fischer, Jena 1903. Abgedruckt in: Quellensammlung zur Geschichte der deutschen Sozialpolitik 1867 bis 1914, III. Abteilung: Ausbau und Differenzierung der Sozialpolitik seit Beginn des Neuen Kurses (1890-1904), 1. Band, Grundfragen der Sozialpolitik, bearbeitet von Wolfgang Ayaß, Darmstadt 2016, Nr. 123.
- Kaiser Wilhelm II. und Fürst Bismarck. Engelmann, Berlin 1922.
- mit Hans Berlepsch-Valendas: Sozialismus und geistige Erneuerung. Francke, Bern 1921.